# Alpsångare
Alpsångare (Phylloscopus affinis) är en asiatisk fågel i familjen lövsångare inom ordningen tättingar.

## Kännetecken

### Utseende
Alpsångaren är en liten till medelstor (10-11 cm) lövsångare. Ovansidan är mörkgrön till grönbrun med grönaktiga kanter på vingpennorna. Ögonbrynsstrecket är tydligt gult, samma färg som strupen. Den har likaså ett tydligt ögonstreck, tydligare än liknande stensångaren, som kontrasterar med gulaktiga örontäckare. Undersidan i övrigt är citrongul utan inslag av beige.

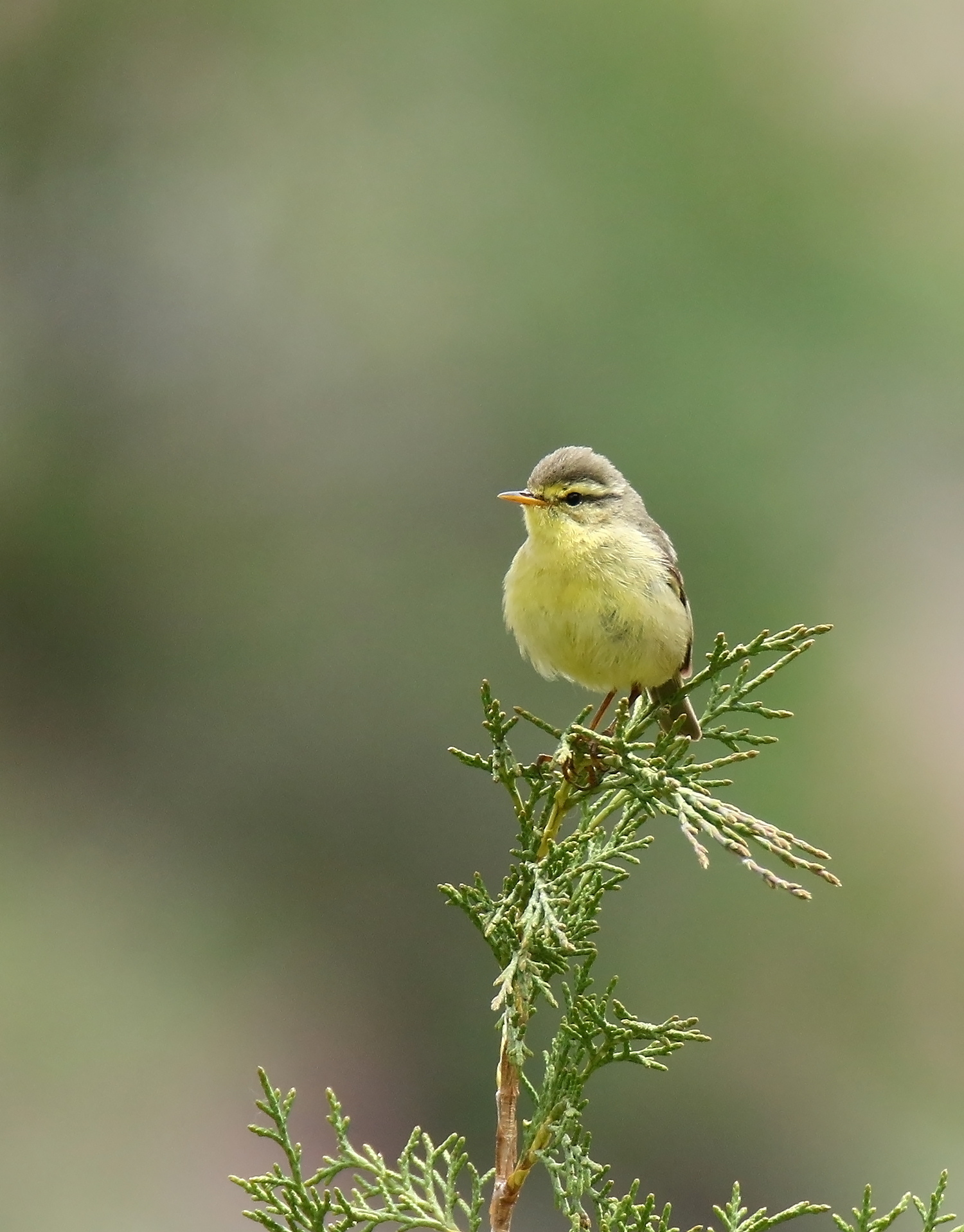

### Läten
Alpsångaren levererar en kort sångstrof som i engelsk litteratur återges "chip... whi-whi-whi-whi". Locklätet är ett "chit" eller "sit", inte lika hårt som brunsångarens.

## Utbredning och systematik
Alpsångare är en flyttfågel som häckar i Himalaya och övervintrar i Sydostasien. Den delas numera normalt in i tre underarter:
- Phylloscopus affinis perflavus –  häckar i västra Himalaya i norra Pakistan och nordvästra Indien (Karakorum, Kashmir) österut till troligen västra Nepal; rör sig utanför häckningstid till lägre nivåer söderut till södra Indien
- Phylloscopus affinis affinis – häckar i centrala och östra Himalaya från Nepal till nordöstra Indien och södra Kina i sydöstra Xizang i Lhasaregionen; flyttar till lägre nivåer söderut till södra Indien och Myanmar
- Phylloscopus affinis occisinensis – häckar i centrala Kina i östra Qinghai, Gansu, Sichuan och norra Yunnan

Taxonet occisinensis har tidvis behandlats som den egna arten kokonorsångare. Numera kategoriseras den dock vanligen återigen som underart till alpsångare.
Förr behandlades alpsångaren och lidsångaren (P. subaffinis) som en och samma art, men dessa skiljer sig åt i utseende, läte och biotopval. DNA-studier visar också att de ej är nära släkt.

### Familjetillhörighet
Lövsångarna behandlades tidigare som en del av den stora familjen sångare (Sylviidae). Genetiska studier har dock visat att sångarna inte är varandras närmaste släktingar. Istället är de en del av en klad som även omfattar timalior, lärkor, bulbyler, stjärtmesar och svalor. Idag delas därför Sylviidae upp i ett antal familjer, däribland Phylloscopidae. Lövsångarnas närmaste släktingar är familjerna cettior (Cettiidae), stjärtmesar (Aegithalidae) samt den nyligen urskilda afrikanska familjen hylior (Hyliidae).

## Levnadssätt
Alpsångaren häckar som namnet avslöjar i högt belägna bergstrakter, i Nepal på mellan 2550 och 4880 meters höjd. Där ses den i öppet landskap, aktivt födosöka efter små insekter i låga buskar, på stenar och på marken. Vintertid ses den i på lägre nivåer i buskar intill skog eller odlingsbygd. Fågeln häckar mellan maj och augusti. Den lägger endast en kull.

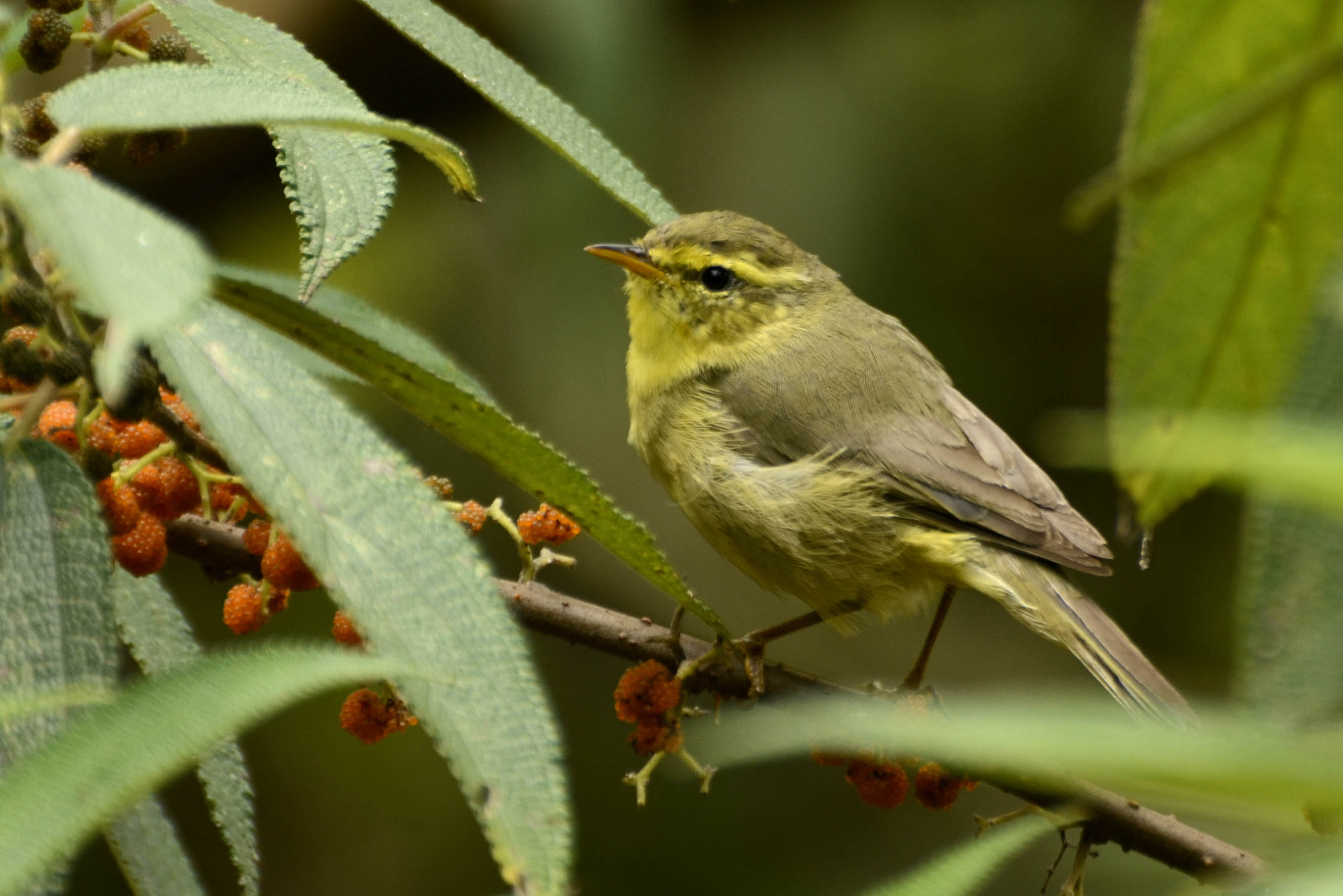
Alpsångare i övervintringsområdet i södra Indien.

## Status och hot
Arten har ett stort utbredningsområde och en stor population med stabil utveckling och tros inte vara utsatt för något substantiellt hot. Utifrån dessa kriterier kategoriserar internationella naturvårdsunionen IUCN arten som livskraftig (LC). Världspopulationen har inte uppskattats men den beskrivs som lokalt vanlig.

## Namn
Fågeln har på svenska även kallats subalpin sångare.